# (13817) Genobechetti
(13817) Genobechetti est un astéroïde de la ceinture principale.

## Description
(13817) Genobechetti est un astéroïde de la ceinture principale. Il fut découvert le 8 septembre 1999 aux Monts Santa Catalina par le projet CSS. Il présente une orbite caractérisée par un demi-grand axe de 3,23 UA, une excentricité de 0,03 et une inclinaison de 16,5° par rapport à l'écliptique.

## Compléments